# Orel Grinfeld
Orel Grinfeld (en hébreu : גרינפלד אוראל), né le 21 août 1981 à Kiryat-Yam, est un arbitre israélien de football.

## Biographie
Il est un arbitre FIFA depuis 2012.
Il arbitre sa première compétition internationale à l'occasion de l'Euro 2020.

## Carrière
Orel Grinfeld a officié dans des compétitions majeures :
- Finale de la Supercoupe d'Israël 2015/16
- Finale de la Coupe d'Israël 2019/20
- Championnat d'Europe des moins de 19 ans 2013 en Lituanie
- Championnat d'Europe espoirs 2019 en Italie et à Saint-Marin
- Championnat d'Europe 2020
- Jeux olympiques de 2021 à Tokyo (nommé)